# Hymenophyllum pulchellum
Hymenophyllum pulchellum là một loài thực vật có mạch trong họ Hymenophyllaceae. Loài này được Schltdl. & Cham. miêu tả khoa học đầu tiên năm 1830.